# Anne Salem-Marin
Anne Salem-Marin, née le 18 septembre 1946 à Sierre et morte le 9 mars 2007, est une poétesse et écrivain vaudoise.

## Biographie
Originaire du Chablais valaisan, Anne Salem-Marin suit des études de lettres à l'université de Neuchâtel. Elle devient ensuite conseillère littéraire aux éditions La Joie de lire à Genève. Parallèlement à cette activité, elle exerce également la profession de traductrice. 
L'œuvre littéraire d'Anne Salem-Marin est essentiellement poétique. En 1991 et en 1997, elle publie deux recueils intitulés Énigme dans un miroir et Voler selon. Sa poésie, simple, ouverte sur le monde, proche des êtres et des choses, évoque souvent l'enfance.
On lui doit également deux livres pour enfants : Colette (1996) et L'arroseur arrosé (2000) ainsi que de nombreuses traductions.
Membre de la Société suisse des écrivaines et écrivains, Anne Salem-Marin vivait à Lausanne jusqu'à son décès survenu le 9 mars 2007.

## Sources
- « Anne Salem-Marin », sur la base de données des personnalités vaudoises sur la plateforme « Patrinum » de la Bibliothèque cantonale et universitaire de Lausanne.
- sites et références mentionnés
- Anne-Lise Delacrétaz, Daniel Maggetti, Écrivaines et écrivains d'aujourd'hui, 2002, p. 338.